# Mary Hanafin
Mary Hanafin, irl. Máire Ní Ainifín (ur. 1 czerwca 1959 w Thurles) – irlandzka polityk i nauczycielka, działaczka Fianna Fáil, parlamentarzystka, w latach 2004–2011 minister.

## Życiorys
Córka Desa Hanafina i siostra Johna Hanafina, zasiadających z ramienia Fianna Fáil w Seanad Éireann. Kształciła się w Presentation Convent w rodzinnej miejscowości, następnie studiowała w St Patrick's College w Maynooth. Ukończyła również nauki prawne w Dublin Institute of Technology. Pracowała jako nauczycielka języka irlandzkiego i historii w Dominican College Sion Hill w stołecznej dzielnicy Blackrock.
Podobnie jak członkowie jej rodziny dołączyła do Fianna Fáil. W 1985 została radną miejską w Dublinie. Zasiadała w niej do 1991, kiedy to nie utrzymała mandatu. W 1997 po raz pierwszy została wybrana do Dáil Éireann. Do niższej izby irlandzkiego parlamentu z powodzeniem ubiegała się o reelekcję w kolejnych wyborach w 2002 i 2007.
W lutym 2000 została sekretarzem stanu do spraw dzieci. W czerwcu 2002 objęła stanowisko sekretarza stanu w departamencie obrony i funkcję government chief whip. We wrześniu 2004 premier Bertie Ahern powierzył jej stanowisko ministra edukacji i nauki. W maju 2008 w gabinecie nowego taoiseacha Briana Cowena została ministrem spraw społecznych i rodziny. W marcu 2010 przeszła na urząd ministra turystyki, kultury i sportu, który sprawowała do marca 2011. Od stycznia tegoż roku kierowała jednocześnie resortem przedsiębiorczości, handlu i innowacji, a także pełniła funkcję wicelidera swojego ugrupowania.
W wyborach w 2011 utraciła mandat deputowanej. Powołana następnie na wiceprzewodniczącą Fianna Fáil. Zajęła się działalnością zawodową w biznesie. W 2014 została radną hrabstwa Dún Laoghaire-Rathdown. W tym samym roku uzyskała magisterium z amerykanistyki w Clinton Institute na University College Dublin.